# Boston Red Sox

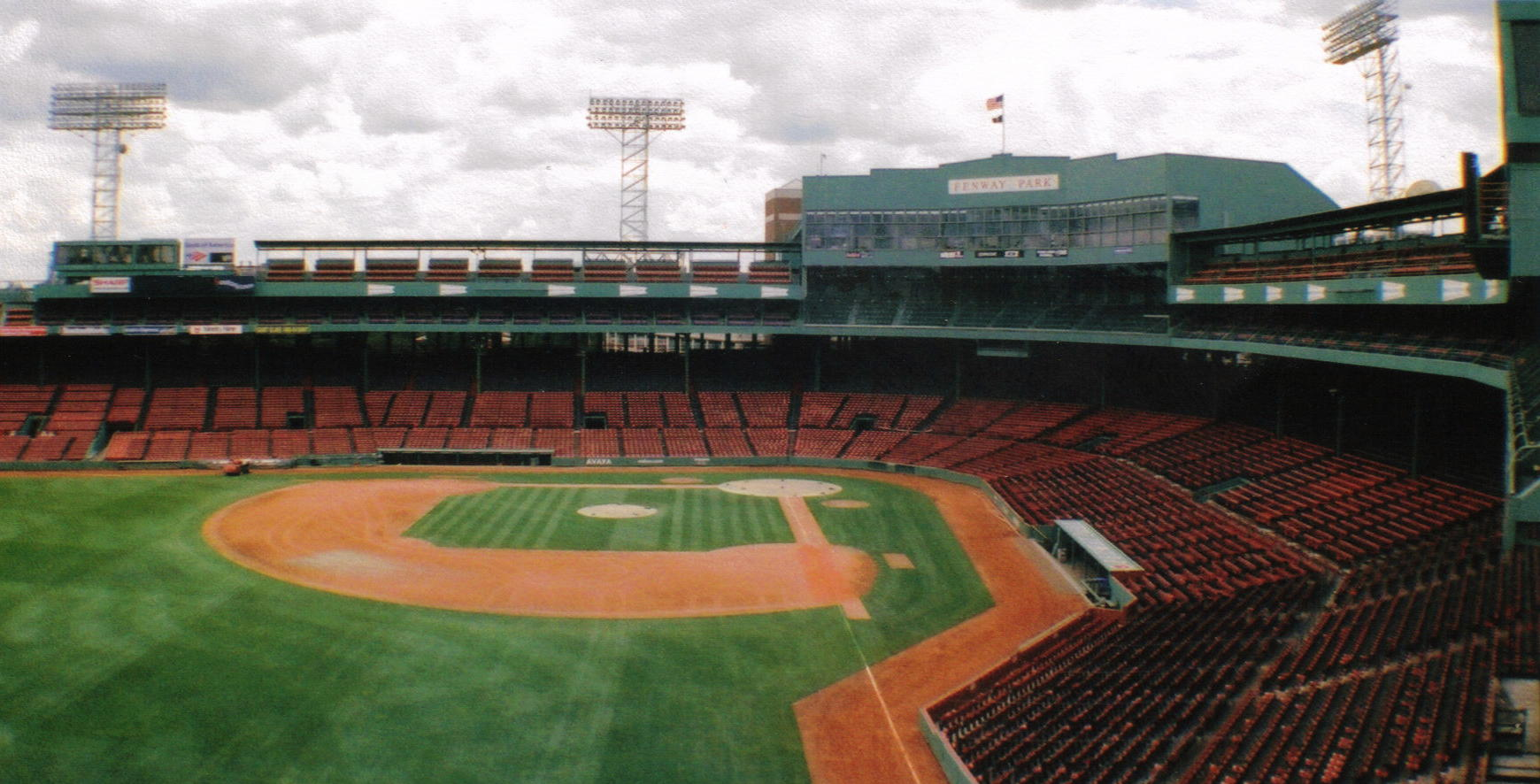
Stadionul Fenway Park

Boston Rex Sox este o echipă profesionistă de baseball din SUA, cu sediul la Boston, statul Massachusetts, care activează în Liga Principală de Baseball (MLB-Major League Baseball). Clubul a fost fondat în 1901.
Stadionul pe care Red Sox își dispută meciurile de acasă este Fenway Park, care este cel mai vechi dintre stadioanele echipelor din MLB.
Boston Red Sox a câștigat de 7 ori Seriile Mondiale de Baseball- în 1903, 1912, 1915, 1916, 1918, 2004 și 2007.